# Ліфакое (футбольний клуб)

Логотип клубу до грудня 2014 року

Логотип клубу з грудня 2014 по серпень 2015 року

Футбольний клуб «Ліфакое» або просто «Лікіла Юнайтед» (англ. Liphakoe Football Club) — футбольний клуб з міста Цгутінг.

## Історія
Футбольний клуб «Ліфакое» засновано в місті Цгутінг. В сезоні 2013/2014 років клуб переміг у Топ-4 А-Лізі, а в сезоні 2014/2015 років переміг у південній групі Першого дивізіону національного чемпіонату. За підсумками сезону 2015/2016 років посів 11-те місце з 14 команд-учасниць чемпіонату.

## Досягнення
- Топ-4 А-Ліга
  -  Чемпіон (1): 2013/2014

- Південна групі Першого дивізіону чемпіонату Лесото з футболу
  -  Чемпіон (1): 2015/2016